# Morten Eide Pedersen
Morten Eide Pedersen (* 18. Dezember 1987) ist ein norwegischer Skilangläufer.

## Werdegang
Pedersen gab im Januar 2007 in Sjusjøen sein Debüt im Scandinavian Cup, bei dem er beim 15-km-Massenstartrennen in der klassischen Technik Rang 144 und über 15 km Freistil Platz 185 belegte. Seine erste Punkteplatzierung erreichte er im Dezember 2008 mit Rang 19 über 15 km klassisch in Lygna. Weitere Top-20-Platzierungen im Scandinavian Cup erreichte Pedersen im Januar 2010 mit Platz 13 über 15 km klassisch in Åsarna, im Januar 2011 mit Rang 16 beim 20-km-Freistil-Massenstartrennen in Torsby, Rang 18 im Februar 2014 beim 30-km-klassisch-Massenstartrennen in Meråker und Platz elf über 15 km klassisch in Vuokatti im Dezember 2015. Im Januar 2009 wurde Pedersen gemeinsam mit Tore Ruud Hofstad und Espen Harald Bjerke in Lillehammer Norwegischer Meister mit der Staffel.
Seit der Saison 2009/10 startet Pedersen zudem bei Skimarathons. Dabei wurde er 2010 Vierter und 2011 Sechster beim American Birkebeiner, 2012 Zehnter beim Birkebeinerrennet und im Dezember 2013 Fünfter bei La Sgambeda. Im Januar 2015 gewann Pedersen den Isergebirgslauf. Im Januar 2016 wurde er Dritter bei La Diagonela und belegte beim Marcialonga und dem Isergebirgslauf jeweils Rang acht. In der Saison 2016/17 siegte er beim Isergebirgslauf und belegte beim Marcialonga und beim Toblach–Cortina-Lauf jeweils den dritten Platz und erreichte damit den fünften Platz in der Ski Classics-Gesamtwertung. In der folgenden Saison gewann er den Isergebirgslauf und belegte beim Marcialonga und erreichte damit den dritten Platz in der Ski Classics-Gesamtwertung.
Nach Platz zwei über 28 km klassisch beim Ski Classic Prolog in Livigno zu Beginn der Saison 2018/19, errang Pedersen den dritten Platz beim Kaiser-Maximilian-Lauf und siegte beim König-Ludwig-Lauf. Die Saison beendete er auf dem fünften Platz in der Ski Classics-Gesamtwertung. Anfang Mai 2019 gewann er den Fossavatnsgangan über 50 km klassisch. In der Saison 2019/20 wurde sie Zweite im Prolog und Dritte beim La Venosta und errang damit den fünften Platz in der Gesamtwertung der Ski Classics.

## Erfolge

### Siege bei Worldloppet-Cup-Rennen
| Nr. | Datum           | Ort          | Rennen            | Disziplin                   |
| --- | --------------- | ------------ | ----------------- | --------------------------- |
| 1.  | 3. Februar 2019 | Oberammergau | König-Ludwig-Lauf | 50 km klassisch Massenstart |

### Siege bei Ski-Classics-Rennen
| Nr. | Datum            | Ort       | Rennen          | Disziplin                   |
| --- | ---------------- | --------- | --------------- | --------------------------- |
| 1.  | 11. Januar 2015  | Bedřichov | Isergebirgslauf | 45 km klassisch Massenstart |
| 2.  | 19. Februar 2017 | Bedřichov | Isergebirgslauf | 50 km klassisch Massenstart |
| 3.  | 18. Februar 2018 | Bedřichov | Isergebirgslauf | 50 km klassisch Massenstart |

### Sonstige Siege bei Skimarathon-Rennen
- 2019 Fossavatnsgangan, 50 km klassisch